# Manel Royo
Manel Royo Castell (Alcanar, 28 febbraio 1994) è un calciatore spagnolo, difensore del Teruel.

## Carriera
Nel 2017 ha firmato con la squadra B dell'Espanyol.
Nel 2018 ha firmato con il Barakaldo in Segunda División B.
Nel 2019 si è trasferito in Repubblica Ceca al Teplice, dove ha giocato 5 incontri senza andare mai a segno.
Il 19 luglio 2022 ha firmato un contratto di due anni con l'Almere City, club olandese di Eerste Divisie. Ha fatto il suo debutto nella giornata inaugurale della stagione 2022-23 di seconda divisione, entrando dalla panchina al 76' minuto contro il VVV-Venlo.

## Statistiche

### Presenze e reti nei club
Statistiche aggiornate al 24 settembre 2023.
| Stagione        | Squadra           | Campionato      | Campionato | Campionato | Coppe nazionali | Coppe nazionali | Coppe nazionali | Coppe continentali | Coppe continentali | Coppe continentali | Altre coppe | Altre coppe | Altre coppe | Totale | Totale | Totale |
| Stagione        | Squadra           | Comp            | Pres       | Reti       | Comp            | Pres            | Reti            | Comp               | Pres               | Reti               | Comp        | Pres        | Reti        | Pres   | Reti   |        |
| --------------- | ----------------- | --------------- | ---------- | ---------- | --------------- | --------------- | --------------- | ------------------ | ------------------ | ------------------ | ----------- | ----------- | ----------- | ------ | ------ | ------ |
| 2014-2015       | Conquense         | SDB             | 24         | 0          | CR              | 0               | 0               |                    | -                  | -                  |             | -           | -           | 24     | 0      |        |
| 2015-2016       | Real Valladolid B | SDB             | 25         | 0          |                 | -               | -               |                    | -                  | -                  |             | -           | -           | 25     | 0      |        |
| 2016-2017       | Real Valladolid B | SDB             | 37         | 0          |                 | -               | -               |                    | -                  | -                  |             | -           | -           | 37     | 0      |        |
| 2017-2018       | Espanyol B        | TD              | 21+1       | 0          |                 | -               | -               |                    | -                  | -                  |             | -           | -           | 22     | 0      |        |
| 2018-2019       | Barakaldo         | SDB             | 15         | 0          | CR              | 0               | 0               |                    | -                  | -                  |             | -           | -           | 15     | 0      |        |
| 2019-gen. 2020  | Teplice           | 1L              | 4          | 0          | CR              | 1               | 0               |                    | -                  | -                  |             | -           | -           | 5      | 0      |        |
| gen.-giu. 2020  | Ebro              | SDB             | 5          | 0          | CR              | 0               | 0               |                    | -                  | -                  |             | -           | -           | 5      | 0      |        |
| 2020-2021       | Ebro              | SDB             | 21         | 0          | CR              | 0               | 0               |                    | -                  | -                  |             | -           | -           | 21     | 0      |        |
| 2021-2022       | Som Maresme       | PD-RFEF         | 35         | 0          | CR              | 0               | 0               |                    | -                  | -                  |             | -           | -           | 35     | 0      |        |
| 2022-2023       | Almere City       | 1D              | 33+2       | 1+0        | C0              | 2               | 0               |                    | -                  | -                  |             | -           | -           | 37     | 1      |        |
| 2023-2024       | Almere City       | ED              | 4          | 0          | C0              | 0               | 0               |                    | -                  | -                  |             | -           | -           | 4      | 0      |        |
| Totale carriera | Totale carriera   | Totale carriera | 227        | 1          |                 | 3               | 0               |                    | -                  | -                  |             | -           | -           | 230    | 1      |        |